# Ingegärd Waaranperä
Ingegärd Anita Waaranperä, född 13 juni 1949 i Malmö, är en svensk kulturjournalist och teaterkritiker, verksam i Stockholm.
Hon studerade vid Lunds universitet där hon 1972 blev filosofie kandidat. Hon var under en tid medlem i Sveriges kommunistiska parti. Hon var 1972–1980 typograf vid Ordfront och 1980–1983 vid Dagens Nyheter, där hon 1983 blev anställd som redaktör och från 1987 som teaterkritiker. Våren 2014 lämnade hon anställningen vid DN och fortsatte som frilans.
Under 2010-talet har hon kritiserat de allt otryggare anställningsformerna för Stockholms stadsteaters personal, hur stadens kulturstöd är utformat och den politik som förs av kulturborgarrådet Madeleine Sjöstedt (fp).
Hon har varit gift med grafiska formgivaren Christer Hellmark.
År 1987 regisserade hon Moderskärlek av August Strindberg på Strindbergsmuseet.